# Adil Barbari
Adil Barbari (27 de maig de 1993) és un ciclista algerià professional des del 2012.

## Palmarès[1]
- 2012
  - Vencedor de 2 etapes al Tour de Faso
- 2013
  -  Campió d'Algèria en contrarellotge
  -  Campió d'Algèria sub-23 en contrarellotge
  - Vencedor de 2 etapes al Tour de Faso
- 2014
  - Campió àrab en contrarellotge per equips
  -  Campió d'Algèria sub-23 en ruta
  -  Campió d'Algèria sub-23 en contrarellotge
  - 1r al Gran Premi d'Orà
  - Vencedor d'una etapa al Tour d'Algèria
- 2015
  -  Campió d'Algèria sub-23 en contrarellotge
  - Vencedor d'una etapa al Tour de Blida
- 2016
  - 1r al Critèrium International de Sétif
  - Vencedor d'una etapa al Tour de Blida
  - Vencedor d'una etapa al Tour de Sétif
  - Vencedor de 2 etapes al Tour d'Annaba
  - Vencedor de 2 etapes al Tour de Constantina